# الوسام الجمهوري (العراق)
الوسام الجمهوري واحد من أرفع الأوسمة العراقية وثانيها درجة بعد قلادة الرافدين ويمنح هذا الوسام وترفع درجته لمن يقوم بخدمة نافعة وجليلة للجمهورية العراقية، ويشترط في منح الدرجة الأولى منه وفي الترفيع إليها ان يكون نفع العراق وخدم جيشها بخدمة ممتازة وان يكون الممنوح قد تبوء مناصب عليا في الجمهورية العراقية أو قام بخدمات ممتازة من أبناء الشعب كما يمنح للأجانب تقديرا لمكانتهم الممتازة.

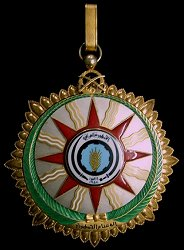
الوسام الجمهوري الدرجة الأولى وجه الوسام

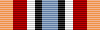
شريط الوسام الجمهوري والوان شريط الدرجة الثانية

## درجاته
توجد درجتين من هذا الوسام ونوعين:
نوع عسكري ونوع مدني، يميز الوسام العسكري عن المدني بوجود سيفين متقاطعين داخل الإكليل العسكري كما في الصور المعروضة للوسام.

## ترتيبه
1. يعلق الوسام من الدرجة الأولى في أسفل الرقبة بشريطه الموصوف الذي يشكل ربطة حول الرقبة طول ضلعها 20 سم تنتهي بالرصيعة.
2. يعلق الوسام من الدرجة الثانية على الجهة اليسرى من الصدر بشريطه الموصوف وبطول 4,5 سم متقدما جميع الانواط والاوسمة الأخرى.
لايتجاوز عدد أصحاب الاوسمة:
من الدرجة الأولى 350 شخص
من الدرجة الثانية 700 شخص